# Aristolochia tonduzii
Aristolochia tonduzii är en piprankeväxtart som beskrevs av Oswald Schmidt. Aristolochia tonduzii ingår i släktet piprankor, och familjen piprankeväxter. Inga underarter finns listade i Catalogue of Life.